# Fuoco assassino
(Tagline del film)
Fuoco assassino (Backdraft) è un film del 1991 diretto da Ron Howard. È stato il primo successo a livello mondiale del regista; la pellicola, infatti, ottenne tre nomination ai premi Oscar 1992.

## Trama
Due fratelli vigili del fuoco in perenne antagonismo dopo la morte del padre, anch'egli pompiere ed eroe, dopo un breve periodo passato a lavorare l'uno a fianco dell'altro, si trovano su due lati della barricata: Stephen è comandante di una squadra, Brian lavora per il comune a fianco di Donald, comandante del reparto dei vigili del fuoco incaricato di indagare sulla natura degli incendi dolosi, e che anni prima ha assicurato alla giustizia il piromane Ronald Bartel. L'indagine verte su episodi dolosi che hanno avuto come vittime persone che apparentemente non sono correlate, ma grazie all'aiuto di Ronald scopriranno che in realtà il fenomeno del backdraft, ovvero la fiammata di ritorno, non è opera di un piromane ma di un vigile del fuoco, e che le persone rimaste uccise in realtà avevano tramato per togliere i fondi proprio ai pompieri e intascarli, arrivando così a scoprire l'ultimo bersaglio dell'insospettabile assassino.
L'antagonismo tra i due fratelli fa credere a Brian che sia proprio il fratello ad essere il responsabile, ipotesi confermata dal ritrovamento sulla sua barca di alcune lattine di tricticlorato, un composto chimico utilizzato per creare il backdraft, non più prodotto ed in uso solo ai vigili del fuoco, ma dopo una colluttazione nella casa di una delle vittime con l'assassino, Brian scopre casualmente la verità ma, prima che egli possa avvertire le autorità, scoppia un incendio enorme in una fabbrica e durante l'azione, Stephen scopre che a causare gli incendi che hanno ucciso Holcomb, Seagrave e Cosgrove e causato l'ustione di Tim è stato l'amico Adcox pagato dal sindaco corrotto  Swayzak, tuttavià l'incendio si aggrava  tanto da far crollare il tetto della fabbrica e Adcox cade nel vuoto insieme a Stephen, ma mentre Adcox viene bruciato a morte, Stephen rimane ferito mortalmente  al petto in seguito alla caduta e guarda suo fratello domare l'incendio con grande ammirazione e orgoglio. 
Nonostante Stephen venga tratto in salvo dai colleghi, muore sotto gli occhi disperati del fratello durante la corsa in ambulanza verso l'ospedale, ma non prima di aver fatto promettere a Brian di non dire chi era in realtà l'assassino degli incendi dolosi, così i due pompieri saranno ricordarti come eroi, mentre esporrà il caso dei fondi rubati, grazie anche alla sua ragazza Jennifer, nonché segretaria del candidato sindaco, trascinando il responsabile superstite, e cioè proprio il candidato sindaco, davanti a una giuria; tornerà a fare il vigile del fuoco, cercando di seguire gli insegnamenti del defunto fratello.

## Produzione
Per la parte di Brian McCaffrey fecero il provino Keanu Reeves, Brad Pitt e Robert Downey Jr.

## Riconoscimenti
- 1992 - Premio Oscar
  - Nomination Miglior sonoro a Gary Summers, Randy Thom, Gary Rydstrom e Glenn Williams
  - Nomination Miglior montaggio sonoro a Gary Rydstrom e Richard Hymns
  - Nomination Migliori effetti speciali a Mikael Salomon, Allen Hall, Clay Pinney e Scott Farrar
- 1992 - Premio BAFTA
  - Nomination Migliori effetti speciali a Mikael Salomon, Allen Hall, Clay Pinney e Scott Farrar
- 1992 - MTV Movie Award
  - Nomination Miglior film
  - Nomination Miglior sequenza d'azione (La sequenza finale del palazzo in fiamme e la fuga nel vecchio tunnel)
- 1992 - BMI Film & TV Award
  - Miglior colonna sonora a Hans Zimmer

## Sequel
Nel 2019 è stato prodotto un sequel direct-to-video intitolato Fuoco assassino 2 (Backdraft 2), diretto dal regista spagnolo Gonzalo López-Gallego. Fanno parte del cast Joe Anderson, William Baldwin e Donald Sutherland.